# Powhatan, Arkansas
Powhatan là một thị trấn thuộc quận Lawrence, tiểu bang Arkansas, Hoa Kỳ. Năm 2010, dân số của thị trấn này là 72 người.

## Dân số
- Dân số năm 2000: 50 người.
- Dân số năm 2010: 72 người.